# Phil Babb
Philip Andrew Babb, né le 30 novembre 1970 à Lambeth en Angleterre, est un footballeur professionnel irlandais jouant au poste de défenseur. Babb a joué dans différents clubs anglais dont le Liverpool Football Club et au Portugal. Il a été sélectionné à trente cinq reprises en équipe de république d'Irlande de football.

## Sa carrière en club
Phil Babb commence sa carrière de footballeur professionnel au Millwall Football Club. Cantonné à l’équipe réserve, il ne réussit pas à intégrer l’équipe première. Il signe lors de l’été 1990 pour le Bradford City Association Football Club qui vient d’être relégué en quatrième division anglaise.
Pour son premier match au club, il marque un but alors qu’il n’est que remplaçant. Il dispute au total 34 matchs et marque 10 buts, ce qui fait de lui le meilleur buteur parmi les défenseurs de la Football League Third Division. La bonne forme de Babb perdure lors de la saison suivante. Il dispute 46 matchs pour 4 buts marqués. Mais Bradford échoue dans son objectif de promotion dans la division supérieure. Le club reçoit alors une offre de 500 000£ de la part de Coventry City Football Club. Le transfert est officiel le 21 juillet 1992.
À Coventry, Babb intègre directement l’équipe première du club à Highfield Road. Coventry dispute alors la première division anglaise. Après deux saisons dans l’élite anglaise, Babb est l’objet de nombreuses convoitises. Liverpool Football Club propose 3 600 000£ pour le recruter. Coventry accepte le transfert et Babb arrive sur les bords de la Mersey le 1er septembre 1994. Il est alors le défenseur le plus cher de la Premier League.
Phil Babb met un certain temps à s’adapter aux tactiques employées par l’entraîneur des Reds Roy Evans. Il joue néanmoins régulièrement pour le club qui termine quatrième et remporte la Football League Cup en 1995, troisième en 1996 et quatrième de nouveau en 1997 et enfin troisième en 1998. Pendant toutes ses années à Liverpool, Babb ne marque qu’un seul but, ironiquement contre son ancien club Coventry City.
Babb quitte progressivement son statut de titulaire avec l’arrivée à la tête du club du Français Gérard Houllier au début de la saison 1998-1999. Il obtient alors un prêt vers le Tranmere Rovers Football Club avant d’être transféré au Sporting Clube de Portugal à la fin de l’année. Lors de sa deuxième année à Lisbonne, il est élu meilleur défenseur du championnat. Il retourne ensuite en Angleterre et signe un contrat au Sunderland Association Football Club avant de mettre un terme à sa carrière professionnelle.

## Sa carrière internationale
Phil Babb choisi de représenter l’Irlande au niveau international. Il compte 35 sélections en équipe de république d'Irlande de football. Babb participe à la Coupe du monde de football 1994. Il y dispute quatre matchs jusqu’en huitièmes de finale.
Babb dispute son dernier match international lors des éliminatoires de l’Euro 2004 contre la Russie le 7 septembre 2002. Il entre alors en jeu à la 85e minute. Malheureusement sa première touche de balle détourne le ballon dans son propre but battant Shay Given. L’Irlande perd le match 4 buts à 2.

## Carrière
- 1988-1990 : Millwall  Angleterre
- 1990-1992 : Bradford City AFC  Angleterre
- 1992-1995 : Coventry City  Angleterre
- 1994-2000 : Liverpool  Angleterre
- 1999-2000 : Tranmere Rovers  Angleterre
- 2000-2002 : Sporting Portugal  Portugal
- 2002-2004 : Sunderland  Angleterre[5]

## Palmarès
- 35 sélections et 0 but avec l'équipe d'Irlande entre 1994 et 2002
- Vainqueur de la League Cup en 1995 avec Liverpool
- Champion du Portugal en 2002 avec le Sporting Portugal
- Vainqueur de la Coupe du Portugal en 2002 avec le Sporting Portugal

## Sources
- (en) Stephen McGarrigle, The Complete who's who of Irish international football : 1945-1996, Edimbourg, Mainstream Publishing, octobre 1996, 237 p. (ISBN 1-85158-894-9), p. 19-20